# Albert Ágnes
Albert Ágnes Erzsébet (Veszprém, 1974. február 7. –) magyar nyelvész. Az ELTE BTK Angol–Amerikai Intézet oktatója és az Angol Alkalmazott Nyelvészeti Tanszék vezetője.

## Életútja
1993-ban érettségizett a balatonalmádi Magyar-Angol Tannyelvű Gimnázium és Kollégiumban.
2008-ban szerzett doktori fokozatot a neveléstudományok területén az Eötvös Loránd Tudományegyetemen. Doktori értekezésének a címe: Creativity and oral narrative task performance: a study of first year English majors. Doktori értekezéseinek az eredményeit a Language Learning folyóiratban publikálta témavezetőjével Kormos Judittal.
2022-ben megjelent az „Investigating the Role of Affective Factors in Second Language Learning Tasks” könyve a Springer kiadónál.
2022-től az ELTE-MTA Idegen Nyelvek Oktatása elnevezésű kutatócsoport tagja.
Számos doktorandusz témavezetője. Többek között Zólyomi Anna, Guo Xinhua, és Wu Qiaoxia.
Az ELTE-CHARM EU tagja.
2023-ban habilitált.
2024. január 1-től az ELTE BTK Angol-Amerikai Intézet Angol Alkalmazott Nyelvészeti Tanszék vezetője.

## Publikációk
Albert számos magyar és külföldi folyóiratban publikált. Ismertebb társszerzői Csizér Kata és Kormos Judit. 

### Könyvek
Albert, Á. (2022). Investigating the Role of Affective Factors in Second Language Learning Tasks. Springer.

### Cikkek
Piniel, K., & Albert, Á. (2018). Advanced learners’ foreign language-related emotions across the four skills. Studies in Second Language Learning and Teaching, 8(1), 127-147.
Albert, Á., & Kormos, J. (2004). Creativity and narrative task performance: An exploratory study. Language Learning, 54(2), 277-310.